# Prato nacional

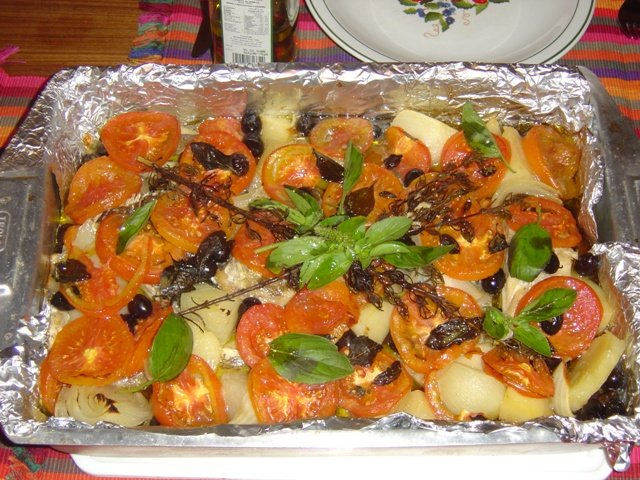
O bacalhau é visto como um prato nacional em Portugal.

Prato nacional é uma comida, bebida ou receita que representa os gostos particulares de uma nação, região ou comunidade. Pode observar-se que na maioria dos casos (mas não em todos) o prato nacional do país contém ingredientes facilmente elaborados ou cultivados na região. Referências aos pratos nacionais são também usados como cliché de uma cultura ou povo.
O conceito de prato nacional é informal e vago, e em muitos casos a relação entre um território e as gentes que consomem estes pratos é ambígua. Os pratos típicos variam de região em região, e o uso do termo "prato nacional" nem sempre implica necessariamente a existência de um país no sentido legal do termo; um exemplo claro pode ser o rösti que é o prato nacional dos germanófonos da Suíça, ou do fondue dos francófonos do mesmo país. Também o prato nacional da Áustria ou do estado federal da Baviera na Alemanha ou da República Checa são muito similares, pois o bigos, o borscht, e o pierogi são muito populares em vários países da Europa Central e de Leste. Outros exemplos são os pratos de bacalhau em Portugal, as tapas em Espanha, o Churrasco e o Carreteiro no Rio Grande do Sul, as pizzas e pasta em Itália, o pot-au-feu e os crêpes em França o sushi, sashimi e ramen no Japão, o faláfel no Médio Oriente, a empanada na Argentina, a feijoada no Brasil, os taco no México, o hambúrguer, o cachorro-quente e os donuts nos Estados Unidos.
As bebidas são também exemplos de pratos nacionais, como a cerveja na Alemanha e países vizinhos, o vinho em França, Espanha e Portugal, o vodka na Polónia e Rússia, o uzo na Grécia, o saquê no Japão, entre outras.